# Bănișor
Bănișor è un comune della Romania di 2 315 abitanti, ubicato nel distretto di Sălaj, nella regione storica della Transilvania.
Il comune è formato dall'unione di 3 villaggi: Ban, Bănișor, Peceiu.